# 다원 (차)

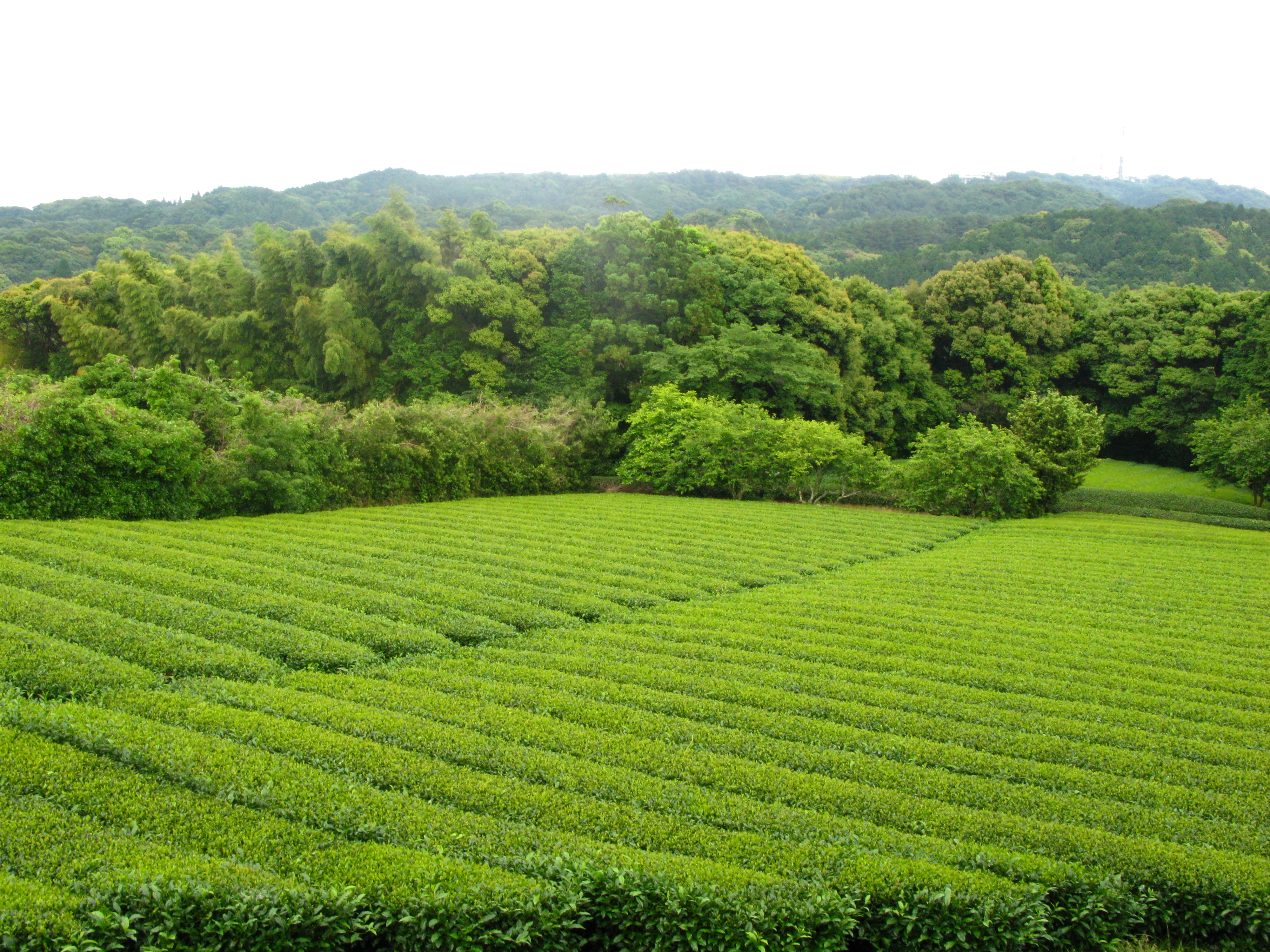
일본 시즈오카현 시즈오카시의 차밭

차밭 또는 다원(茶園)은 차나무 밭을 의미한다. 차나무는 재배 작물의 대표 사례 중 하나이지만, 농장과는 다른 형태로 재배되는 나라도 있다.